# Anton Konrath
Anton Konrath   (Innsbruck, 14 de maig de 1888 - Bad Ischl, 22 d'abril de 1981) fou un director d'orquestra austríac. Des del 1913 fou director de la Wiener Tonkünstlerorchester. També es va distingir, com a compositor, escrivint notables lieder i la simfonia en quatre temps Entfesseltem Prometheus, inspirada en l'obra de Mary Shelley. La seva esposa Frau Helene Konrath (Ilona Kmentt) fou una notable soprano de concerts i des de 1922 va pertànyer al quadre d'artistes de l'Òpera Nacional de Viena.